# Edward Duke
Edward Le Bas Hare Duke (Sussex, 17 giugno 1953 – Londra, 8 gennaio 1994) è stato un attore britannico.

## Biografia
Figlio di un diplomatico britannico, studiò nelle public school di Balcombe Place e Stonyhurst College, da cui fu espulso, prima di seguire il padre in Giappone. Qui, Duke si avvicinò alla recitazione grazie al teatro Kabuki, che rimase una grande influenza per lui, e al ritorno in Inghilterra studiò recitazione all'Arts Educational School of London. Dopo aver recitato in compagnie teatrali minori e in tournée delle province inglesi, Duke fece il suo debutto londinese nella commedia Jeeves Takes Charge, un one man show da lui scritto, diretto ed interpretato. Basato sulle storie di P.G. Wodehouse, lo spettacolo fu un successo e Duke vinse il Laurence Olivier Award al miglior esordiente in un'opera teatrale.
Sulle scene londinesi recitò anche nelle commedie Why Not Stay for Breakfast?, Peg of My Heart nel ruolo di Alaric e in Filumena Marturano per la regia di Franco Zeffirelli. Successivamente, portò Jeeves Takes Charge in una tournée statunitense che toccò Cleveland, San Francisco, Washington e New York, dove rimase in scena per due anni e ottenne una candidatura al Drama Desk Award. Nel 1990 recitò a Londra in Vite in privato accanto a Joan Collins e nel 1992 e i due riproposero la commedia a Broadway, dove rimase in scena per quarantotto rappresentazioni.
Morì nel 1994 per complicazioni legate all'AIDS all'età di quarant'anni.

## Filmografia parziale
- La donna del tenente francese (The French Lieutenant's Woman), regia di Karel Reisz (1981)